# Вращающаяся чёрная дыра
Вращающаяся чёрная дыра — чёрная дыра, которая обладает моментом импульса, то есть вращается вокруг одной из своих осей симметрии.

## Типы чёрных дыр
Известны четыре точных решения уравнений поля Эйнштейна для чёрных дыр, которые помогают описать гравитацию в общей теории относительности. Две из них вращаются: чёрные дыры Керра и Керра — Ньюмена. Считается, что каждая чёрная дыра быстро распадается до стабильной чёрной дыры, и по теореме об отсутствии волос (кроме квантовых флуктуаций) стабильные чёрные дыры могут быть полностью описаны в любой момент времени следующими числами:
- эквивалентность массы и энергии М
- импульс Р (три компонента)
- момент импульса J (три компонента)
- радиус-вектор х (три компонента)
- электрический заряд Q

Эти 11 чисел представляют собой сохраняющиеся свойства объекта, которые можно определить на расстоянии, путём изучения его электромагнитных и гравитационных полей. Все остальные изменения чёрной дыры либо уйдут в бесконечность, либо будут поглощены чёрной дырой. Это потому, что всё происходящее в пределах горизонта событий чёрной дыры не может повлиять на события вне её.
Следуя из этих характеристик, четыре вида чёрных дыр могут быть определены следующим образом:
|                      | Невращающиеся (от J = 0) | Вращающиеся (с J > 0) |
| Незаряженные (Q = 0) | Шварцшильда              | Керра                 |
| Заряженные (Q ≠ 0)   | Райсснера-Нордстрёма     | Керра-Ньюмана         |

## Образование
Вращающиеся чёрные дыры образуются при гравитационном коллапсе массивных вращающихся звёзд либо при коллапсе скопления звёзд или газа с общим моментом импульса отличным от нуля. Так как большинство звёзд вращается, предполагается, что и большинство чёрных дыр в природе являются вращающимися чёрными дырами. В конце 2006 года астрономы сообщили оценочные показатели скорости вращения чёрных дыр в Астрофизическом журнале. Чёрная дыра в Млечном пути, GRS 1915+105, может вращаться 1150 раз в секунду, приближаясь к теоретическому верхнему пределу.

### Связь с гамма-всплесками
Образование вращающейся чёрной дыры из гиперновой звезды принято рассматривать как выбросы гамма-всплесков.

## Преобразования в чёрную дыру Шварцшильда
Вращающаяся чёрная дыра может производить большое количество энергии за счёт своей вращательной энергии. Это происходит посредством процесса Пенроуза внутри эргосферы чёрной дыры, за пределами её горизонта событий. В некоторых случаях извлечения энергии вращающаяся чёрная дыра может постепенно уменьшаться до Шварцшильдовской чёрной дыры — минимальной формы, от которой невозможно получить никакой энергии. Однако скорость вращения Керровской чёрной дыры никогда не достигнет нуля.
Метрика Керра и метрика Керра — Ньюмена
Понятие вращающейся чёрной дыры является решением уравнения Эйнштейна. Существуют два известных точных решения — метрика Керра и решение Керра-Ньюмена. Эти решения представляют типичные вращающиеся черные дыры вне горизонта событий. Считается, что эти решения отображают практически все возможные вращающиеся чёрные дыры, а также позволяют моделировать и понимать их свойства и поведение в космосе.